# On the Other Hand, Death
On the Other Hand, Death là một bộ phim bí ẩn có chủ đề đồng tính năm. Đây là bộ phim thứ ba chuyển thể từ tiểu thuyết Richard Stevenson có thám tử hư cấu Donald Strachey. Bộ phim được chiếu tại một số liên hoan phim LGBT, bao gồm Liên hoan phim đồng tính nữ, đồng tính nam, song tính và chuyển giới ở New York, 2008 trước khi đi vào vòng quay trên mạng truyền hình here!. Bộ phim đã được đề cử cho Giải thưởng truyền thông GLAAD dành cho phim truyền hình xuất sắc hoặc sê-ri phim giới hạn.

## Nội dung
Điều tra viên riêng Donald Strachey có ấn tượng rằng anh ta đang theo đuổi một bà nội trợ không chung thủy vì bằng chứng rằng cô ta đang lừa dối chồng mình, nhưng hóa ra "bà nội trợ" thực sự là một cảnh sát bí mật đã nhanh chóng bắt giữ anh ta. Sau sáu giờ thẩm vấn, viên cảnh sát, sĩ quan Gina Santer và thám tử 'Bub' Bailey đã để anh ta đi, nhưng hướng dẫn anh ta lật lại bất kỳ thông tin nào anh ta có được về khách hàng cho rằng Santer là vợ anh ta. Hầu hết các thông tin trong hồ sơ tại Strachey Investigations về khách hàng bí ẩn này là giả mạo. Trong khi đó, tại nhà của Dorothy 'Dot' Fisher và đối tác của cô là Edith Strong, Dorothy đuổi theo phá hoại sau khi anh ta đột nhập vào nhà của họ và phun sơn đồng tính graffiti lên tường của họ. Ngày hôm sau, Andrew McWhirter, bạn thân của Fisher và Strong, và bạn trai cũ của Timmy Callhan, giới thiệu Donald và Timmy với cặp đôi đồng tính nữ sau cuộc họp hội đồng trường mà Dorothy, một cố vấn hướng dẫn ở trường, là được đặt vào nghỉ có lương do sự phản đối của một phụ huynh đồng tính có con trai đồng tính Derek đã được Fisher tư vấn. Hai người được mời bởi những người phụ nữ trung niên và bà nội trợ Andrew trở về nhà của họ ở Hollis, nhưng việc xã hội hóa bị gián đoạn khi kẻ phá hoại quay trở lại ném một viên gạch qua cửa sổ. Strachey đuổi theo anh ta trở lại xe, nhưng biển số bị che khuất bởi bùn.
Ngày hôm sau, Kenny đưa cho Don những bức ảnh mà anh ta có được về "khách hàng" bí ẩn, và địa chỉ email của anh ta, một thông tin mà anh ta đưa ra về bản thân ít nhất là một sự dẫn dắt bên lề. Không có trường hợp cấp bách nào khác, Strachey trở lại Hollis, điều tra động cơ cho tội phá hoại. Dorothy nghi ngờ Joey Deems đồng tính luyến ái, người theo học trường anh ta làm việc, nhưng cha anh Carl nói với Donald rằng anh ta tin rằng động cơ có thể là một phản ứng dữ dội chống lại quyết định của Fisher không bán nhà cho Millipond Realty, người muốn xây dựng một ngôi nhà lớn trung tâm mua sắm dọc theo Đường Moon, đường phố Deems, Dot & Edith và các cư dân khác, những người đã nhận được đề nghị về tài sản của họ, vẫn sống.
Strachey quản lý để khám phá mối liên hệ giữa Millipond và Colter Investigations, một đối thủ của P.I. chắc chắn. Đêm đó, sau một nỗ lực hủy bỏ của Andrew để dụ dỗ Donald, gần nhà Fisher, một ngọn lửa bùng phát bên trong chuồng ngựa của họ. Khi điều tra, Donald cũng phát hiện ra một thi thể trong chuồng ngựa, mà sau đó hóa ra là của Leo Colter, người đứng đầu P.I đã nói ở trên. chắc chắn. Strachey lẻn vào văn phòng Colter và thuần túy một số tệp nhạy cảm. Sau đó, anh trao đổi địa chỉ e-mail của khách hàng giả để lấy bản sao của báo cáo khám nghiệm tử thi trên cơ thể của Colter, nhờ sự giúp đỡ của Bailey.
Tại Hollis, một Derek quẫn trí đến thăm Dorothy trong một lời cầu xin tuyệt vọng để được giúp đỡ, nhưng cha anh Jonas đến, và thông báo cho Fisher rằng giờ đây cô có thể mong đợi có được vị trí của mình với trường chấm dứt. Donald thảo luận về kết quả của báo cáo khám nghiệm tử thi với Dorothy và cảnh báo cô rằng anh ta nghi ngờ chơi xấu, và Dorothy có thể phải đối mặt với nhiều hơn là mất việc và sự phá hoại của phá hoại và arson. Chuyến thăm của Strachey bị cắt ngắn bởi một cuộc gọi từ Kenny, người đã theo sát Santer như một phần trong yêu cầu kinh nghiệm lĩnh vực của anh. Anh ta phát hiện ra rằng Santer đã uống cà phê với cùng một "khách hàng" bí ẩn đã thuê Donald theo dõi cô ta dưới sự giả vờ sai lầm. Donald trở lại Albany kịp thời để quan sát cả hai người tham gia buổi hẹn hò cà phê theo cách riêng của họ. Kenny cố gắng gắn bó với Santer, nhưng những nỗ lực của Strachey để theo đuổi người đàn ông bí ẩn đã bị một trong những khách hàng cũ của anh ta làm mất trật tự. Đến với Kế hoạch B, Donald tham gia Kenny tại Sturgis Development, điểm đến của Santer. Cô đang làm việc bí mật, điều tra các cáo buộc của lừa đảo. Cô nói với anh ta tên khách hàng bí ẩn của anh ta - Peter Garritty, người cũng đang kinh doanh bất động sản.
Cảm nhận được rằng mọi thứ không thêm vào, Donald làm gián đoạn cuộc hẹn ăn trưa giữa Tim và ngọn lửa cũ của anh, cáo buộc thẳng thắn Andrew liên quan đến các giao dịch mờ ám mà anh phát hiện ra. Một McWhirter phòng thủ phủ nhận việc biết Garritty, và bắn trả rằng Donald vẫn còn tức giận vì đường chuyền mà Andrew đã thực hiện trước đó. Tim, người không biết gì về vụ việc cho đến bây giờ, đã chạy ra khỏi văn phòng của mình, nhưng Donald đảm bảo với anh ta rằng sự hấp dẫn và "hành động" đêm hôm trước đã không tin lẫn nhau, và anh ta thậm chí không tin tưởng McWhirter như anh ấy.
Quay trở lại Hollis, Strachey ép Dorothy về việc thiếu hồ sơ về "Edith Strong" trước năm 1972. Sau đó, Strachey nói chuyện với "Edith" một mình; Cô suy sụp và thú nhận những chi tiết về quá khứ của mình với anh. Tên khai sinh của cô là Laura Whitaker. Khi còn trẻ, cô ấy, giống như Dorothy, là một nhà hoạt động. Trong một nỗ lực để phản đối Chiến tranh Việt Nam, một vụ đánh bom theo kế hoạch của một tòa án trống rỗng đã vô cùng sai lầm, vô tình giết chết một người bạn thân của Laura. Hơn nữa, Edith / Laura biết rằng Joey Deems đã phá hoại nhà của cô ấy và Dorothy vì cô ấy yêu cầu anh ta làm điều đó. Cách đây không lâu, một người đàn ông đã gọi cho cô và đe dọa sẽ đưa cô đến cảnh sát và Dorothy nếu cô không thuyết phục được đối tác cứng đầu của mình bán nhà. Sau đó, Edith phát hiện ra rằng Dorothy đã biết về quá khứ của cô với tư cách là Laura trong một thời gian và bây giờ nó không thay đổi gì về tình cảm của Dot dành cho cô hoặc mối quan hệ của họ. Dot đột nhiên hét lên để được giúp đỡ, cho Strachey biết rằng Andrew rõ ràng đã bị bắt cóc, theo một video clip được gửi qua email cho thấy anh ta bị bắt làm con tin và kết thúc với yêu cầu 500.000 đô la tiền chuộc. Strachey, với sự giúp đỡ của Santer, sắp xếp để Sturgis mua nhà của Dot và Edith với mức giá quá cao là nửa triệu đô la, điều này sẽ cho phép cặp đôi đáp ứng nhu cầu tiền chuộc.
Strachey sau đó đột nhập vào văn phòng của Garritty, phát hiện ra một âm mưu rộng lớn hơn dường như liên kết tất cả những người chơi mà anh ta đã gặp từ trước đến nay, một bên tập trung vào các bên khác nhau vượt qua nhau cho đến khi người chiến thắng có thể kiếm được tiền từ thỏa thuận sinh lợi bán tất cả các tài sản dọc theo Moon Road, một hợp đồng trị giá tổng cộng 40 triệu đô la nhưng nghiên cứu của ông bị gián đoạn do sự xuất hiện của Garritty. Strachey gây bất ngờ cho Garritty và thuyết phục anh ta trả lời nhiều câu hỏi của anh ta, nhưng điều này cũng bị gián đoạn bởi những phát súng của một kẻ tấn công không xác định. Garritty sử dụng sự xao lãng để trốn tránh sự thẩm vấn thêm của P.I.
Sau một phiên khác với Carl Deems, trong đó anh ta sắp sửa nói về sự thất vọng của anh ta đối với sự kháng cự của Fisher đối với thỏa thuận bất động sản trên Đường Moon, ngăn chặn tham vọng bán tài sản của chính anh ta, Donald phát hiện ra con trai của Carl rõ ràng đóng mối quan hệ | thân mật]] với bạn cùng lớp đồng tính công khai Derek. Joey thú nhận đã phá hoại ngôi nhà của Dorothy, nhưng thực sự phủ nhận có liên quan đến vụ hỏa hoạn sau đó, chứ đừng nói đến vụ giết người của Colter.
Thời gian trò chơi đến. Khi thời hạn nửa đêm cho các khoản tiền chuộc tiếp cận, Santer đến địa điểm của Dot và Edith với số tiền bằng tiền mặt, nhờ Sturgis. Strachey bắt Santer mất cảnh giác, lừa cô thừa nhận (với một bài nghe Garritty gần đó) rằng cô có kế hoạch cắt anh ta ra khỏi thỏa thuận bất động sản sinh lãi. Garritty nổi lên từ việc ẩn nấp giữa các bụi cây, phản đối ad hoc lừa đảo, sau đó Santer tiết lộ mình là một cảnh sát chìm. Strachey sau đó đối mặt với cô với kiến thức của anh về nỗ lực của cô đối với cuộc sống của Garritty trước đó, cũng như việc cô giết Colter. Số Pi. sau đó cũng tiết lộ thông đồng của Andrew với Garritty, khi đã khai quật được rằng vụ bắt cóc hoàn toàn được dàn dựng, dẫn McWhirter, người cũng đang trốn gần đó, để thể hiện bản thân. Cả Santer và Garritty tham lam, cả hai đều vũ trang, bắn nhau, để McWhirter lấy tiền mặt. Strachey đuổi theo anh ta vào chuồng và đối mặt với anh ta vì đã làm tổn thương Dot và Edith, anh ta là bí ẩn tống tiền er. McWhirter thả Strachey và định bắn anh ta, nhưng Dot lại gần và đánh anh ta từ phía sau với một con dơi bóng mềm.
Ngày hôm sau Donald cuối cùng cũng đột nhập với Jonas bằng cách cho anh ta xem khám nghiệm tử thi hình ảnh của thiếu niên tự tử, cảnh báo anh ta rằng Derek có thể lên dây cót mà không cần sự giúp đỡ của anh ta. Strachey đưa cho anh ta một thẻ cho Dự án Trevor, mà Jonas đã từ chối như một công cụ tuyển dụng cho những người đồng tính khi Dot giới thiệu Derek với nó trước đó, nhưng bây giờ chấp nhận như một nguồn hỗ trợ tâm lý hợp lệ, dẫn anh ta và anh ta Con trai để hòa giải và có khả năng tránh số phận Donald cảnh báo. Trở về nhà, khi Donald và Tim đặt trường hợp mới nhất này phía sau họ, họ thảo luận về việc phục hồi của Dot cho vị trí của cô tại trường và mặc cả khiến cho Edith trở nên tồi tệ nhất phải chịu đựng là một năm quản thúc tại gia, cô sẽ vượt qua được với Dot bên cạnh.

## Diễn viên
| Diễn viên          | Vai                         |
| ------------------ | --------------------------- |
| Chad Allen         | Donald Strachey             |
| Sebastian Spence   | Timmy Callahan              |
| Nelson Wong        | Kenny Kwon                  |
| Daryl Shuttleworth | Detective "Bub" Bailey      |
| Margot Kidder      | Dorothy Fisher              |
| Damon Runyan       | Andrew McWhirter            |
| Lori Ann Triolo    | Gina Santer                 |
| Gabrielle Rose     | Edith Strong/Laura Whitaker |
| David Orth         | Peter Garrity               |
| Kerry James        | Joey Deems                  |
| Barclay Hope       | Carl Deems                  |
| William MacDonald  | Jonas Baskin                |
| Ralph Alderman     | Sheriff Reg Howard          |
| Keegan Macintosh   | Derek Baskin                |
| Sean Allen         | Crane Sturgis               |
| Lisa Bunting       | School Board Member         |
| Cali Boyle         | Sturgis Receptionist        |

## Liên tục
Cài đặt cho nhiều bộ phim này, Hollis, là một thị trấn hư cấu có lẽ nằm từ Albany 20-25 dặm. Trong tiểu thuyết gốc, bộ phim được chuyển thể từ, Moon Road nằm ở West Albany (không thực sự là một phần của Albany). Hollis có nghĩa là một thị trấn nông thôn hiện đại có nghĩa là nắm giữ các điều kiện xã hội bảo thủ (sẽ được tìm thấy vào giữa những năm 1990), kết hợp với ý thức giảm dân số và công nghiệp thực sự được tìm thấy trong thực tế ở West Albany đã chín muồi cho thỏa thuận đầu tư chiếm phần lớn tiền đề cốt truyện của bản lề.